# Château d'Artiguères
Le château d'Artiguères est un bâtiment à l'état de ruines situé à Benquet, dans le département français des Landes. Cet édifice date de 1872.

## Présentation
Le château occupait un domaine de 20 hectares au lieu-dit Artiguères, figurant sur le cadastre napoléonien de 1811. Bien que situé à Benquet, il était accessible de la gare de Haut-Mauco, sur la ligne de Dax à Mont-de-Marsan, distante d'environ un kilomètre.

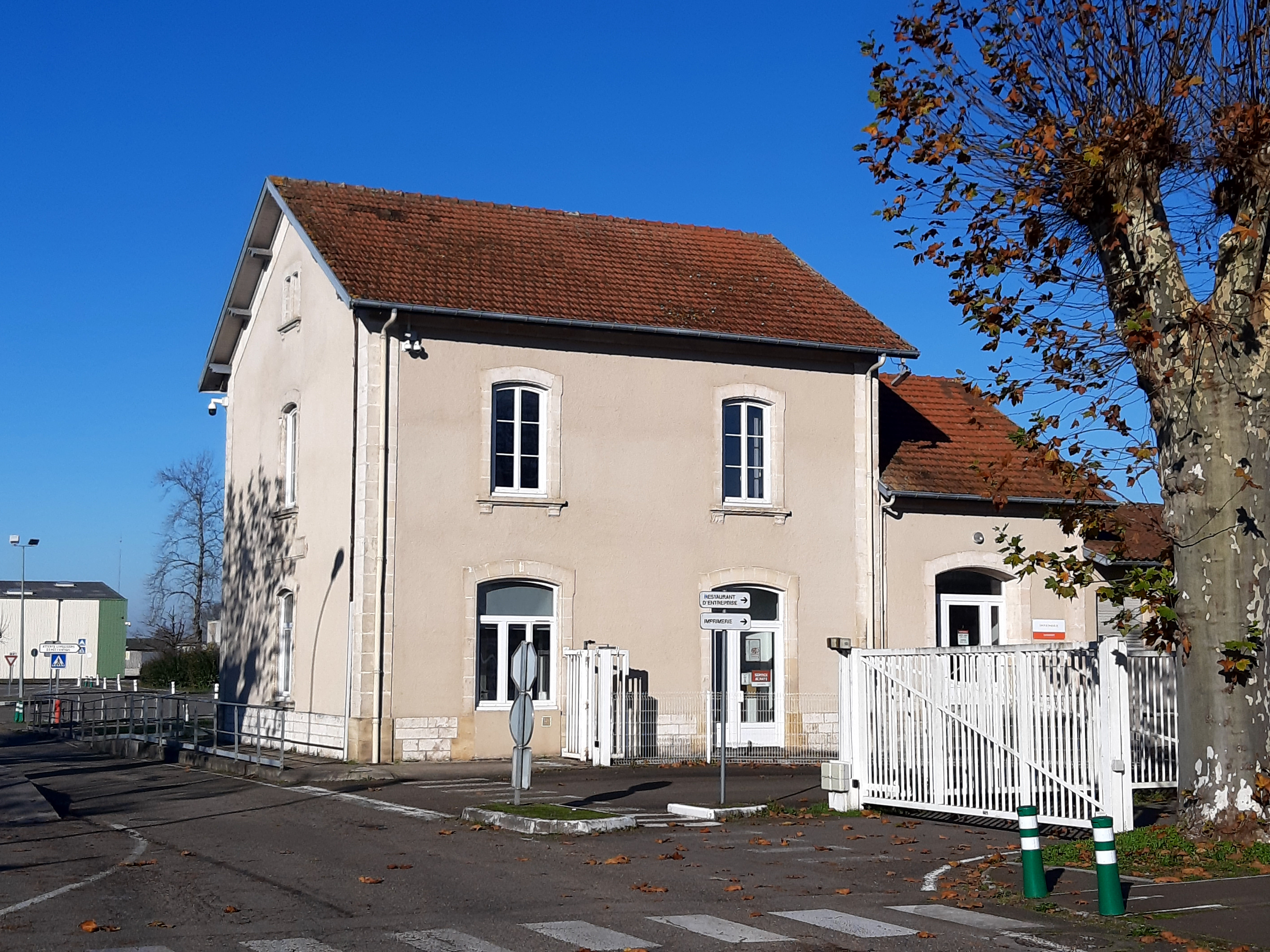
Ancienne gare de Haut-Mauco, desservant également la commune limitrophe de Benquet

### Historique
Au XXe siècle, le château accueille l'Ecole d'Enseignement Ménager Agricole des Landes, assurant une formation gratuite d'un an des filles d'agriculteurs de 14 ans. L'enseignement, essentiellement technique, vise à faire des élèves de futures épouses capables de tenir un foyer et seconder leur futur mari aux travaux d'exploitation du domaine agricole. L'école reçoit des pensionnaires et des demi-pensionnaires. Les études sont sanctionnées par un diplôme d'état délivré par le Ministère de l'Agriculture.
A compter du mois d'octobre 1963, le château accueille le Collège Agricole Féminin des Landes, créé par arrêté ministériel dans le cadre de la loi de modernisation de l'enseignement agricole de 1960. Ce centre d'études prépare les élèves au brevet d'enseignement agricole féminin. Il s'adresse aux filles âgées de 13 à 14 ans issues d'une classe de cinquième d'un collège d'enseignement général ou d'un collège d'enseignement secondaire ou d'une classe de première année d'un collège d'enseignement technique ou d'une classe de fin d'études primaires.

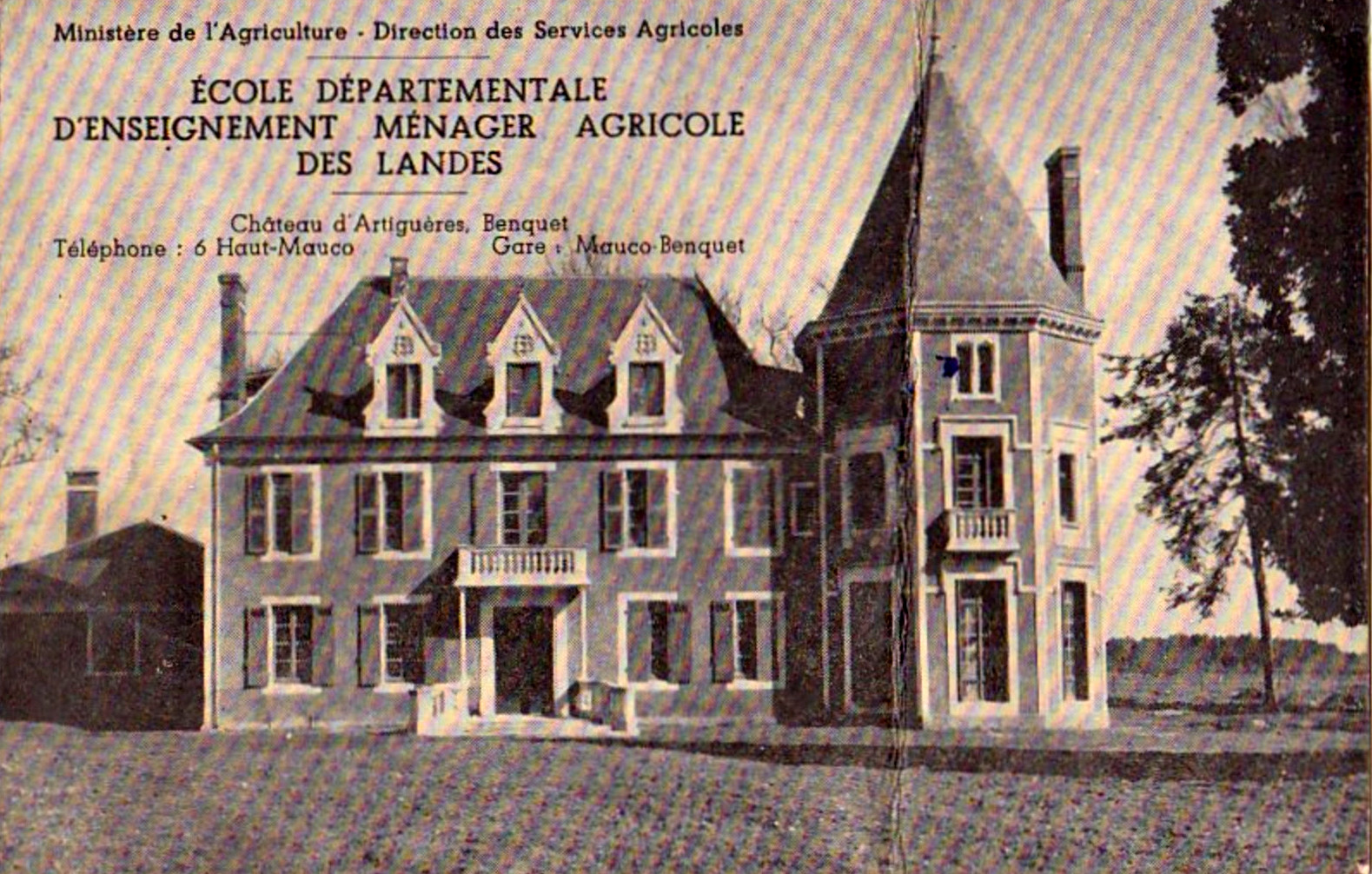
Façade du château sur une brochure du Ministère de l'Agriculture